# Beorna dell'Anglia orientale
Beorna o Beonna, Benna, Beanna o Beornus (fl. VIII secolo) sarebbe stato re dell'Anglia orientale dal 749 fino al 759 circa, condividendo il potere con Hun e Alberht in seguito alla suddivisione del regno avvenuta dopo la morte di Ælfwald.
Le fonti primarie sulla figura di Beorna sono molto poche e consistono in meri riferimenti alla sua ascesa al potere riportati in cronache di epoca tarda, fonti che furono impossibili da verificare fino a poco tempo fa. Durante gli ultimi decenni, però, sono state trovate un numero sufficiente di monete che possono confermare la sua storicità e su queste basi sono state fatte diverse deduzioni sulla sua identità e sul suo regno.

## Riferimenti degli annali
Beorna fa la sua apparizione nella tradizione annalistica preservata dalle tarde trascrizioni (ad esempio quelle di Symeon di Durham o di Roger di Wendover) del materiale derivato da Byrhtferth di Ramsey, un autore vissuto attorno all'anno 1000. I documenti affermano che "...Hunbeanna e Alberht si divisero il regno dell'Anglia orientale tra loro". Florence di Worcester presenta un annale del 758 che afferma che Beornus governava allora l'Anglia orientale. Beorna appare anche dopo Ælfwald e prima di Æthelred in una breve lista di regnanti che appare nelle Cronache di John of Worcester e nel Libro I del de Gestis Regum di Guglielmo di Malmesbury.

## Il nome
Dato che il nome Beorna appare anche sulle monete, ma come abbreviazione, o forma familiare privata della seconda parte di una struttura composta, l'elemento "Hun" presente nell'annale di cui sopra potrebbe essere un nome distinto. Da qui si potrebbe dedurre una tripartizione del regno. Un Beornrad apparve brevemente nel 757 come sovrano del regno di Mercia prima di essere spodestato da Offa. Archibald riprende l'ipotesi di Charles Oman che questo Beornad e Beorna potrebbero essere la stessa persona.
Nessun membro conosciuto dei Wuffinga aveva un nome con iniziale 'B', ci furono comunque sovrani di Mercia (compreso Beornwulf) con tale iniziale. Considerando il nome di Beorna stesso e quello di Beodric, il fondatore di Beodricesworth (successivamente Bury St Edmunds), è stato ipotizzato che questi fossero membri di una famiglia con pretese dinastiche sia sulla Mercia che sull'Anglia orientale, perciò, dopo la morte di Ælfwald, un esponente dei Wuffinga di nome Alberht o Æthelberht divise il regno con un membro di tale famiglia.